# Diocesi di Breda

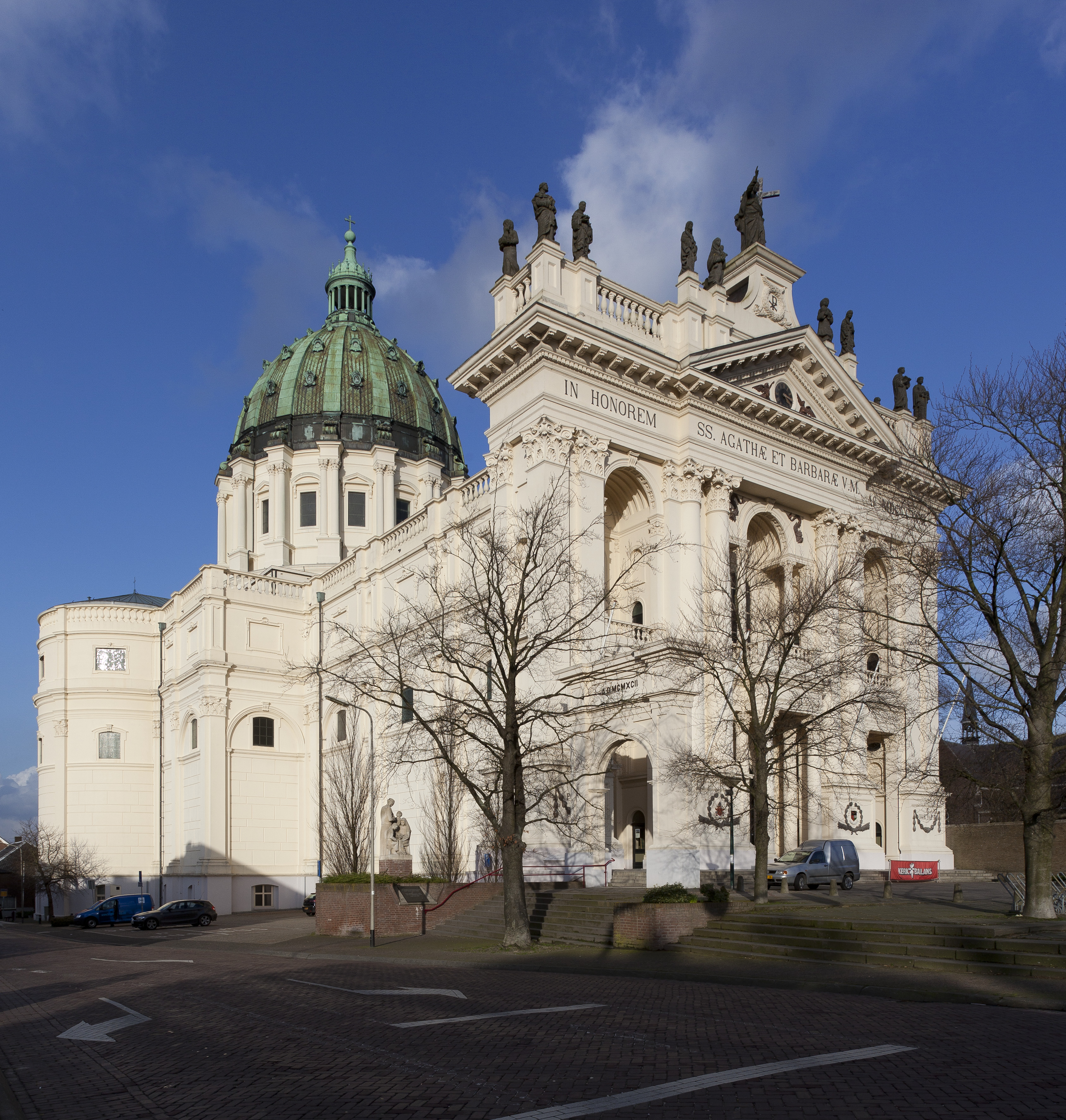
La basilica minore delle Sante Agata e Barbara di Oudenbosch.

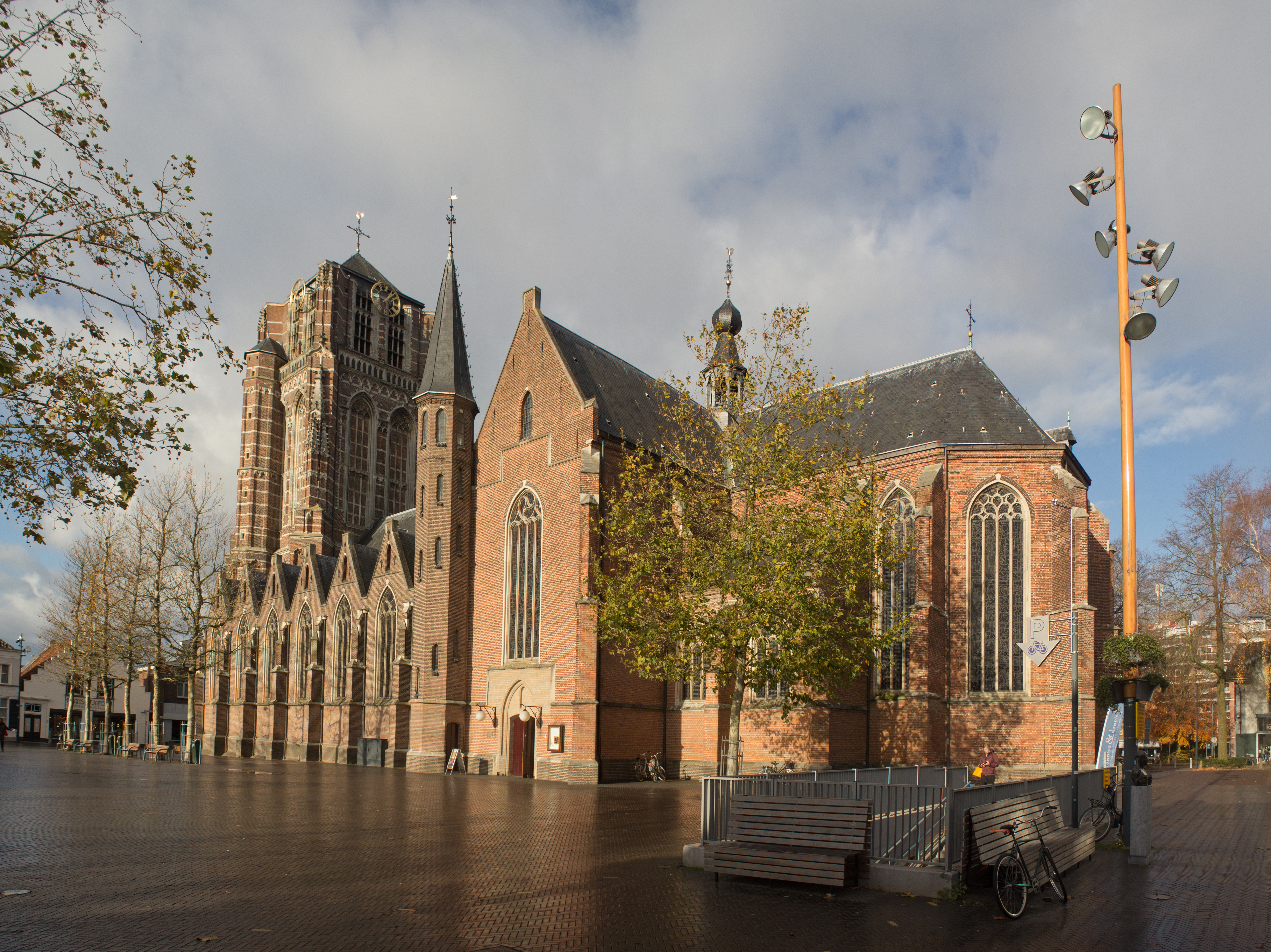
La basilica minore di Giovanni Battista a Oosterhout.

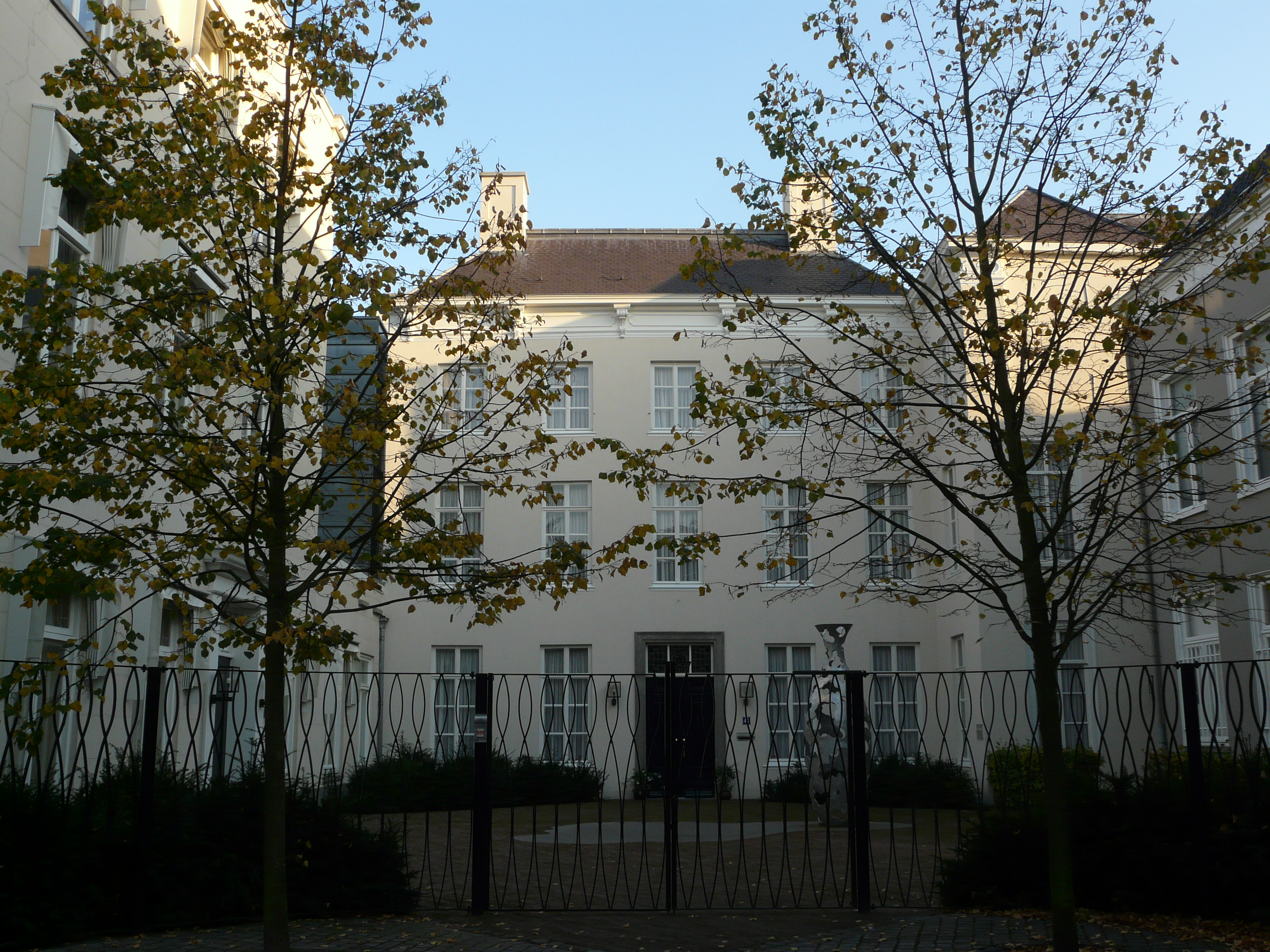
Il palazzo vescovile.

La diocesi di Breda (in latino Dioecesis Bredana) è una sede della Chiesa cattolica nei Paesi Bassi suffraganea dell'arcidiocesi di Utrecht. Nel 2022 contava 420.800 battezzati su 1.156.750 abitanti. È retta dal vescovo Johannes Wilhelmus Maria Liesen.

## Territorio
La diocesi comprende la provincia della Zelanda e la parte occidentale della provincia del Brabante settentrionale.
Sede vescovile è la città di Breda, dove si trova la cattedrale di Sant'Antonio di Padova. Nella diocesi sorgono anche tre basiliche minori: San Villibrordo a Hulst, Sante Agata e Barbara a Oudenbosch, San Giovanni Battista a Oosterhout.
Il territorio si estende su 3.368 km² ed è suddiviso in 27 parrocchie.

## Storia
Fino al termine del Settecento, la baronia di Breda e il margraviato di Bergen op Zoom, pur trovandosi in territorio olandese, facevano parte della diocesi di Anversa, di cui costituivano due decanati. La diocesi di Anversa fu soppressa il 29 novembre 1801, e i vicari generali di Breda e Bergen op Zoom chiesero alla Santa Sede l'erezione di una diocesi o almeno di un vicariato apostolico per i territori olandesi della soppressa diocesi di Anversa.
Roma accolse le loro richieste e il 22 marzo 1803 eresse il vicariato apostolico di Breda, affidandolo alle cure di Adrianus van Dongen, parroco di Breda, che nel 1816 fissò la propria residenza nel seminario della città.
Il seminario fu trasferito nel 1809 a Den Ypelaer e nel 1817 a Hoeven.
In forza del concordato del 1827 stabilito tra papa Leone XII e il re Guglielmo I, con la bolla Quod iamdiu, la Santa Sede eresse la diocesi di 's-Hertogenbosch, che incorporava il vicariato apostolico di Breda. Per questo motivo, alla morte di van Dongen, il successore Joannes van Hooydonk fu nominato solo amministratore apostolico in attesa dell'esecuzione della bolla. Tuttavia gli avvenimenti politici che portarono all'indipendenza del Belgio annullarono di fatto le disposizioni del 1827.
Il 4 marzo 1841 per effetto del breve Universi Dominici Gregis di papa Gregorio XVI incorporò porzioni di territorio, passate all'Olanda, che erano appartenuti alla diocesi di Gand. L'anno successivo il vicario van Hooydonk fu consacrato vescovo con il titolo in partibus di Dardano; ebbe successivamente tre vescovi coadiutori, tutti con il titolo di Adraa, ma i primi due, Antonio van Dyk e Joannes van Breugel, morirono dopo pochissimo tempo.
Il 4 marzo 1853 il vicariato apostolico è stato elevato al rango di diocesi con il breve Ex qua die di papa Pio IX.
Nel 1876 la chiesa di Santa Barbara divenne cattedrale della diocesi e ricoprì questa funzione fino al 1º novembre 2005, quando fu innalzata a cattedrale la chiesa di Sant'Antonio di Padova.
Con le riorganizzazioni pastorali del 2005 e del 2010 le 103 parrocchie tradizionali sono state accorpate in un numero più ridotto di nuove parrocchie.

## Cronotassi dei vescovi
Si omettono i periodi di sede vacante non superiori ai 2 anni o non storicamente accertati.
- Adrianus van Dongen † (9 aprile 1803 - 27 novembre 1826 deceduto)
- Joannes van Hooydonk † (7 gennaio 1827 - 25 aprile 1868 deceduto)
- Johannes van Genk † (25 aprile 1868 succeduto - 10 marzo 1874 deceduto)
- Hendrik van Beek † (19 giugno 1874 - 15 ottobre 1884 deceduto)
- Petrus Leyten † (9 giugno 1885 - 17 maggio 1914 deceduto)
- Pieter Adriaan Willem Hopmans † (8 settembre 1914 - 18 febbraio 1951 deceduto)
- Joseph Wilhelmus Maria Baeten † (18 febbraio 1951 succeduto - 8 settembre 1961 dimesso[4])
- Gerardus Hernricus De Vet † (22 marzo 1962 - 27 marzo 1967 deceduto)
- Hubertus Cornelis Antonius Ernst † (3 novembre 1967 - 6 maggio 1992 ritirato)
  - Sede vacante (1992-1994)
- Martinus Petrus Maria Muskens † (23 luglio 1994 - 31 ottobre 2007 dimesso)
- Johannes Harmannes Jozefus van den Hende (31 ottobre 2007 succeduto - 10 maggio 2011 nominato vescovo di Rotterdam)
- Johannes Wilhelmus Maria Liesen, dal 26 novembre 2011

## Statistiche
La diocesi nel 2022 su una popolazione di 1.156.750 persone contava 420.800 battezzati, corrispondenti al 36,4% del totale.
| anno | popolazione | popolazione | popolazione | presbiteri | presbiteri | presbiteri | presbiteri                | diaconi | religiosi | religiosi | parrocchie |
| anno | battezzati  | totale      | %           | numero     | secolari   | regolari   | battezzati per presbitero | diaconi | uomini    | donne     | parrocchie |
| ---- | ----------- | ----------- | ----------- | ---------- | ---------- | ---------- | ------------------------- | ------- | --------- | --------- | ---------- |
| 1950 | 350.000     | 435.000     | 80,5        | 458        | 440        | 18         | 764                       |         | 900       | 3.300     | 124        |
| 1959 | 445.457     | 733.421     | 60,7        | 926        | 475        | 451        | 481                       |         | 1.632     | 3.870     | 159        |
| 1970 | 501.334     | 806.500     | 62,2        | 815        | 390        | 425        | 615                       |         | 473       | 3.000     | 170        |
| 1980 | 551.845     | 947.571     | 58,2        | 598        | 286        | 312        | 922                       | 1       | 780       | 2.634     | 169        |
| 1990 | 542.407     | 1.000.848   | 54,2        | 509        | 205        | 304        | 1.065                     | 5       | 641       | 2.055     | 166        |
| 1999 | 509.239     | 1.066.431   | 47,8        | 376        | 150        | 226        | 1.354                     | 13      | 466       | 1.455     | 155        |
| 2000 | 514.380     | 1.071.899   | 48,0        | 345        | 156        | 189        | 1.490                     | 15      | 432       | 1.402     | 139        |
| 2001 | 495.308     | 1.079.247   | 45,9        | 329        | 158        | 171        | 1.505                     | 17      | 393       | 1.318     | 132        |
| 2002 | 499.873     | 1.087.386   | 46,0        | 316        | 151        | 165        | 1.581                     | 18      | 380       | 1.244     | 130        |
| 2003 | 516.306     | 1.095.800   | 47,1        | 308        | 143        | 165        | 1.676                     | 17      | 368       | 1.020     | 117        |
| 2004 | 513.890     | 1.099.865   | 46,7        | 295        | 136        | 159        | 1.742                     | 18      | 356       | 1.080     | 112        |
| 2006 | 482.496     | 1.106.084   | 43,6        | 260        | 125        | 135        | 1.855                     | 21      | 299       | 968       | 103        |
| 2012 | 437.000     | 1.118.000   | 39,1        | 232        | 102        | 130        | 1.883                     | 24      | 228       | 585       | 66         |
| 2015 | 423.000     | 1.149.700   | 36,8        | 204        | 88         | 116        | 2.073                     | 25      | 207       | 413       | 42         |
| 2018 | 412.000     | 1.132.000   | 36,4        | 193        | 77         | 116        | 2.134                     | 25      | 116       | 298       | 35         |
| 2020 | 418.200     | 1.149.000   | 36,4        | 80         | 59         | 21         | 5.227                     | 25      | 60        | 247       | 34         |
| 2022 | 420.800     | 1.156.750   | 36,4        | 65         | 47         | 18         | 6.473                     | 27      | 41        | 150       | 27         |